# Польское национальное и территориальное государство
Польское национально и территориальное государство (пол. Polski Kraj Narodowo-Terytorialny) — польскоязычный автономный округ в составе Литвы, учреждённый в одностороннем порядке поляками Литвы. Район охватывал земли отколовшейся от Литовской ССР, где поляки составляли большинство его жителей.

## История
Создание этого образования было обещано специальным постановлением Верховного Совета Литовской ССР, но после его выхода из состава Советского Союза обязательство не было выполнено. Поляки в одностороннем порядке объявили о создании автономного округа, но органы местного самоуправления были ликвидированы литовскими властями и заменены конкурсными.
Лидеры Союза поляков в Литве возлагали большие надежды на обеспечение прав польского меньшинства сверху новыми литовскими властями, что было подтверждено резолюцией парламента в Вильнюсе в январе 1990 г., в которой литовское правительство было обязано подготовить проект территориальной единицы Польши к 31 мая 1990 г. В то время на карту была поставлена судьба всего СССР, а Литва готовилась к провозглашению независимости. После провозглашения независимости 11 марта 1990 года польская проблема перестала иметь значение, и дело затянулось до тех пор, пока резолюция так и не была реализована.
Когда 31 мая 1990 г. истек срок представления правительством Литвы проекта территориальной единицы Польши, Координационный совет оперативно организовал три встречи делегатов польского меньшинства по вопросу о создании территориальной единицы Польши в составе Литвы. Съезды, на которых присутствовало около 240 делегатов, прошли в Эйшишках, Яворове и Мостишках, и к участию в них были приглашены литовские власти и литовские СМИ.
В то же время вопросом о польской автономии занялась СПЛ, и в сентябре руководство этой организации поддержало идею польского избирательного округа, который, однако, оставался бы в составе Литовского государства.
Наконец, польские депутаты Вильнюсского края на съезде в Эйшишках 6 сентября 1990 года единогласно приняли резолюцию о создании Польской национально-территориальной страны. С этого дня в Литве должна была быть автономная единица.
Местопребыванием автономных властей должна была стать расположенная в центре Нова Вилейка, в настоящее время восточный район Вильнюса с наибольшей долей польского населения. Автономная территория должна была охватывать не всю литовскую Виленскую область, а только ту ее часть, где польское население составляло подавляющее большинство, то есть около 4930 км² (включая расширенные границы Вильнюса) с населением 215 000 человек. жителей, в том числе 33 тыс. Нова-Вилейка (для сравнения, Люксембург имеет площадь 2586 км² и население 470 тысяч жителей, а автономная немецкоязычная община в Бельгии занимает всего 854 км² и 71 тысячу жителей). Лица, декларирующие польскую национальность в этой местности, составляли более 66 %, но этот показатель, вероятно, естественным образом увеличился бы, если бы польский стал здесь официальным языком или одним из официальных языков наряду с литовским и даже белорусским. Сам Вильнюс оставался за пределами автономной территории, где проживало более 100 000 поляков. они составляли 18—20 % жителей. Были приняты гимн территории «Рота» и бело-красный флаг. При нынешнем административном делении Литовской Республики на 10 округов (апскритов) Польский автономный округ был бы средней единицей как по населению, так и по площади.
2 мая 1991 г. советы Вильнюсского и Шальчининкайского районов провозгласили Польскую национально-территориальную область.
До признания Польского национального и территориального государства Верховным Советом Литвы, куда были направлены резолюция и проект акта о создании автономной единицы, правление было возложено на Координационный совет.
Литовская элита выступила против автономии, указав на ирредентность, предательство и реализацию написанного в Москве сценария. Правительство и элита в Варшаве полностью поддержали стремление Литвы к независимости, предполагая, что благодарные литовцы захотят сами решить проблемы польского меньшинства, в то время как стремление поляков к автономии только ослабило литовское движение за независимость.
19 августа в Москве произошла попытка коммунистического переворота, которую поддержали польские коммунисты в Литве. Его крах означал конец планам создания польской автономной области. 3 сентября 1991 года Шальчининкайский районный совет уволил председателя Чеслава Высоцкого и его заместителя за поддержку переворота, но на следующий день литовский парламент распустил местные органы власти в польскоязычных регионах и ввел конкурсное управление в Вильнюсском и Шальчининкайском районах. Польские лидеры были привлечены к ответственности и отправлены в отставку. В это время редакции польских журналов были объединены с литовскими, польские редакции литовского телевидения заменены литовскими и т. д.
С помощью литовского конкурсного производства в последующие годы в рамках реприватизации была осуществлена фактическая колонизация Виленского края, поскольку литовское законодательство допускало возврат национализированных СССР земель в любой части Литвы, и, таким образом, многие этнические литовцы вернули утраченные земли, например, в Жемайтии под Вильнюсом (гораздо большей ценности). Земля была «возвращена» по критерию класса земли сельскохозяйственного назначения, поэтому за землю лучшего класса возле Паневежиса была передана большая площадь худшего, но гораздо более дорогая, потому что она находилась недалеко от крупного города — Вильнюса. Среди тех, кто получил земли в Виленском крае и Вильнюсе за счет польских владельцев и наследников, есть представители литовского истеблишмента, такие как «отец литовской независимости» Витаутас Ландсбергис (см. Литвинизация).